# Maison d'Aspremont
La maison d'Aspremont (ou d'Apremont) est une ancienne famille de la noblesse française, dont l'origine se trouve en Lorraine (Apremont-la-Forêt), et remonte au-delà du XIIe siècle. La lignée familiale d'Apremont-la-Forêt a disparu au XIVe siècle, des autres branches au XVIIe siècle.
Il n'y a aucun lien familial avec la Maison de Lynden néerlando-belge, dont une branche revendiquait à tort la descendance, faisant référence à la similitude des armoiries, et en 1676, à l'occasion de son élévation au rang de comtes d'Empire, adopta le nom Aspremont-Lynden.

## Histoire
L'abbé Cistercien Christophe Butkens explique que la plus ancienne mention d'un d'Aspremont est un certain Gobert d'Aspremont, cité comme témoin séculier dans une charte de 1131 par laquelle Albéron de Chiny, évêque de Verdun, donne les terres et revenus permettant de fonder l'abbaye de Chatillon. 
"Probablement issus des avoués de Saint-Vanne qui gravitent autour de l’évêque de Verdun à la fin du Xe siècle, les seigneurs d’Apremont constituent un remarquable exemple d’ascension sociale : à la fin du XIIIe et au cours du XIVe siècle, leur lignage figure parmi les plus puissantes familles de seigneurs lorrains; le 24 mars 1354, le roi des Romains Charles IV élève la seigneurie d’Apremont et de Dun à la baronnie."
Gobert V d'Aspremont fut nommé Baron par saint Louis, et ses descendants portèrent le titre de comtes d'Aspremont, Amblise et Dun. Le 24 mars 1354, la seigneurie d’Apremont fut élevée en baronnie par l’empereur Charles IV, qui lui octroie, le 16 janvier 1357, un certain nombre de droits régaliens, dont le droit d’anoblir, de légitimer les bâtards, de battre monnaie et de créer des tabellions.
Le château d'Apremont est reconstruit au XIIe siècle par les sires d'Aspremont-Briey sur une montagne isolée non loin de Commercy, il fut le chef-lieu d'une baronnie qui relevait de l'évêché de Metz, au faîte de sa gloire cette baronnie comprenait environ 280 villes et villages.
Geoffroy II est mort vers 1250 sans issue; le comté de Sarrebruck hérité de sa femme revient aux seigneurs de Commercy. Au XIVe siècle, la seigneurie d'Apremont appartenait au duché de Bar, et en 1387 la famille luxembourgoise d'Autel détenait les droits de seigneurie. En 1466, les comtes de Linange (Leiningen) (ligne Dabo-Hardenburg) acquièrent la seigneurie d'Apremont. Celle-ci fut incorporée au duché de Lorraine en 1599.
À partir de 1300 environ, plusieurs branches de la famille se sont formées; la plupart se sont éteintes tôt, mais certains ont survécu jusqu'au XVIIe siècle. Ceux-ci comprenaient les seigneurs de Vandy, qui s'éteignirent tôt; les seigneurs (illégitimes) de Bretainville et de Saint-Laurent ; les princes d'Ambise, barons de Dun et de Buzancy, disparus en 1550. Les (depuis 1475) seigneurs de Sorcy et Rombise, barons de Nanteuil s'éteignirent en 1693 avec Marie-Louise d'Apremont-Nantevil (1651/52-1693).

## Personnalités

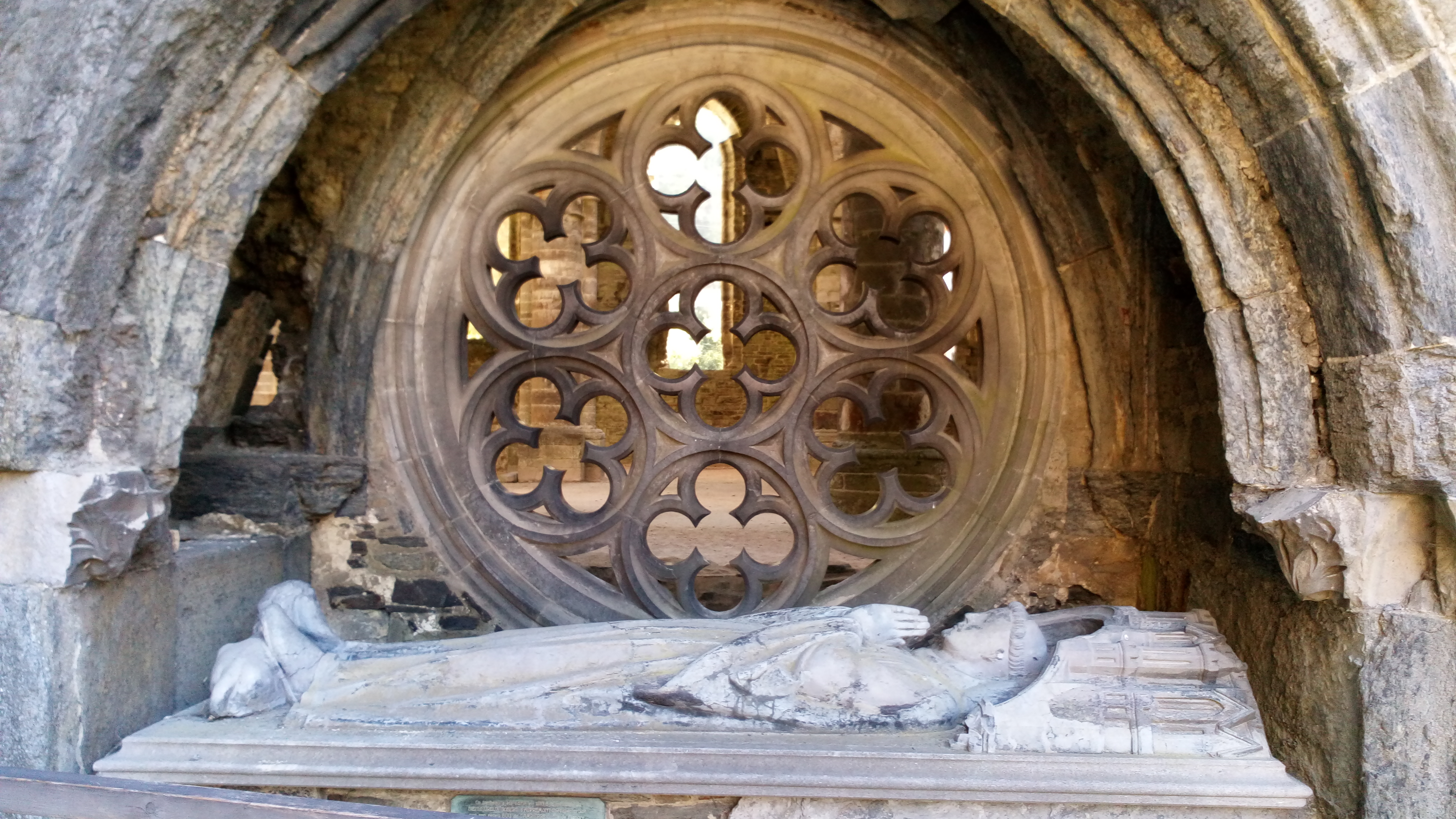
Gisant de Gobert d'Aspremont à l'abbaye de Villers-la-Ville

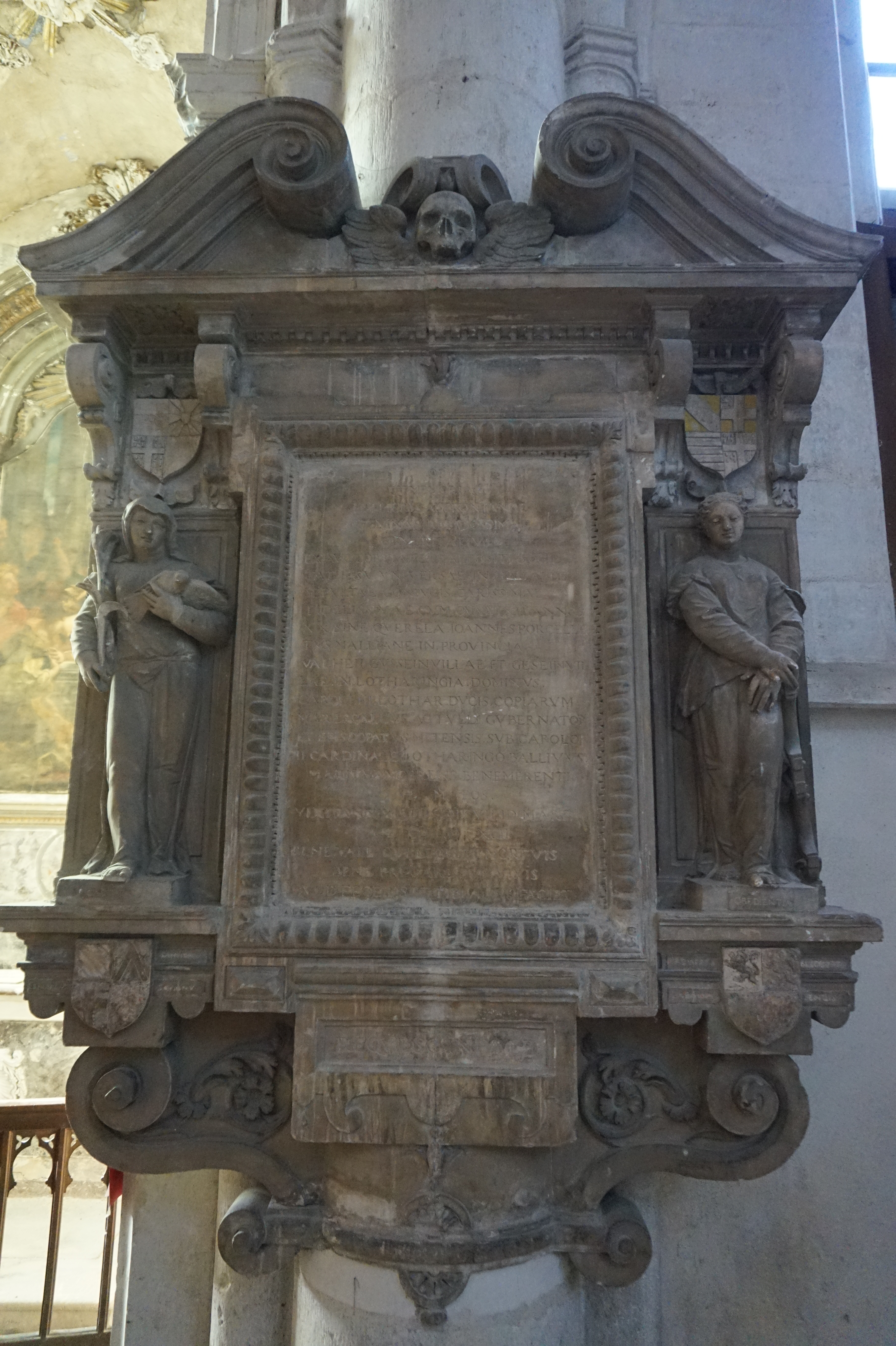
Monument à Esther d'Aspremont à Pont-à-Mousson

- Gobert d'Aspremont dit Gobert le bienheureux, moine cistercien à l'abbaye de Villers-en-Brabant
- Jean Ier d'Apremont (-1238) : évêque de Verdun puis de Metz.
- Esther d'Aspremont († 1592), femme de Jean des Porcelets de Maillane, maréchal de Lorraine, et mère de Jean des Porcelets de Maillane, évêque de Toul, enterrée en l'église Saint-Martin de Pont-à-Mousson.

## Filiation
Nous fournissons ci-dessous la liste complète des membres de cette famille, dont les dix premières générations doivent impérativement être considérées comme hypothétiques, du fait de leur ancienneté dans le temps.
La première génération démarrerait avec :
- Sigfridus Ier d'Aspremont,  né vers 700-710, d'où :
- Théobald Ier d'Aspremont,  né vers 730 marié à Agnès de Barville,  d'où :
- Sigfridus II d'Aspremont,  né vers 750 marié à Mechihilde von der Mosel  (fille de Lothars von der Mosel),  d'où :
- Théobald II d'Aspremont,  né vers 780 marié à Béatrix von Salm,  d'où :
- Sigfridus III d'Aspremont,  né vers 800-810, marié à Bertha de Briey,  d'où :
- Théobald III d'Aspremont né vers 830 marié à Elisabeth de Bolo,  (fille de Henry de Bolon),  d'où :
- Odwin d'Aspremont né vers 860 marié à Mechtilde de Granpré en 89 (fille de Henry de Granpré), d'où :
- Théobald IV d'Aspremont marié à Lucrétia d'Ancona, d'où :
- Dolinus d'Aspremont marié à Margarete de Chimay, d'où :
- Albert II d'Aspremont  marié à Ida de Briey (fille de Théobald de Briey),  d'où :
- Arnold I d'Apremont né vers 1005, décédé en 1060, grand voué de la moitié du comté de Briey

marié à Adèle ou Odile ou encore Mechtilde d'Arles ou d'Arlon, d'où trois fils au moins qui correspondent à la XIIème génération.
Génération XII
1 Thierry d’Apremont  né en 1025, attesté en 105
2 Gobert Ier d’Apremont,  né vers 1027, décédé vers 1061, seigneur d’Apremont, Verdun, Meuse
```
  Il est attesté en 1051-1052 et semble très lié avec l’évêque de Toul, 
Udon
.  Descendance :
```

```
         - 
Guy d’Apremont
  né vers 1050/1060 marié à une épouse inconnue, d'où :
```

```
         - 
Jeanne d’Apremont
 née vers 1090, mariée à 
Liébaut Ier de Bauffrémont
 né vers 1085 + 1140/1165, fils de 
Hugues, 
 
comte Palatin
```

```
           dont :  a) 
Hugues II de Bauffrémont
```

  b) Liébaud II de Bauffrémont né vers 1110, mort vers 1165 - attesté en 1115, excommunié vers 1157 (Aurejac)
```
                         marié à 
Pétronille de Dabo
 dont - 
Hugues de Bauffrémont.
```

3 Albert d'Apremont (fils attesté), baron d'Apremont et Dun, né vers 1030 julien, décédé le 10 mars 1114 à 84 ans marié à Marguerite de Thionville
  (fille de Théodoric d'après Don Calmet), d'où :
```
    - 
Gobert II d’Apremont
 
qui suit en
 
génération XIII
```

     - Arnold II d'Apremont qui suit en XIII bis, 
Génération XIII
Gobert II d’Apremont
Né en 1052, décédé en 1095 ou 1096, il apparaît pour la première fois sur un acte de l’abbé de St Mihiel en 1083, comme témoin.
Il défend Verdun en 1084 et fonde le prieuré d’Apremont entre 1089 et 1090. Il est seigneur d'Apremont. Reelende d'Apremont entre dans ce prieuré, sans doute sa fille naturelle, car dite née vers 1059, selon un auteur, mais plus probablement fille de l'un de ses frères (pour être reconnu seigneur d’un lieu, il fallait, au départ, fonder un monastère, un prieuré ou un hospice) marié à Helwide de Luxembourg (ou Hauvy) née en 1058, fille de Thierry (Frédéric) de Luxembourg, duc de Luxembourg  né vers 1005 et décédé en 1106 et de Gerberde de Boulogne,  d'où :
- Jeanne d’Apremont née vers 1085
- Halwvide d’Apremont née vers 1080, décédée vers 1128. Héritière d’Apremont mariée à Thierry Ier  de Briey seigneur de Rouvres, né 1095-1128,  lequel devient, par ce mariage, seigneur d’Apremont de 1103 à 11 fils de Albert de Briey (Adalbert), avoué de Briey et Ita de Briey
```
      Il n’y a très probablement pas d’héritier mâle chez 
Gobert II
. Dans ce cas, et seulement quand la famille est  très importante, le futur gendre renonce à ses titres pour porter les armes et les titres de sa femme afin de donner un héritier à la  maison noble appelée à disparaître sans cette astuce.
```

```
      d'où :     A 
Gobert III de Briey - d'Apremont
 
qui suit en
 
génération XIV
```

B Albert de Romont-Apremont, bienfaiteur de l’abbaye Saint Paul de Verd
XIV
Gobert III d'Apremont, (vers 1103 - vers 1141/57), dit aussi "Gobert de Briey", seigneur d'Apremont. Il épouse Hadwige, (vers 1100 - ?), fille de Geoffroy II de Joinville et d'Hodierne de Courtenay, de qui il a :
- Thierry, (vers 1117 - ?), seigneur de Romont,
- Geoffroi, (1120 - ?),
- Adélaïde/Alix, (vers 1121 - ?), elle épouse Drogon de Dreux, (vers 1125 - 1177),
- Gobert IV qui suit (génération XV).

Gobert IV d'Apremont, (1127 - 1162/63), seigneur d'Apremont, il succède à son père vers 1140 et assiste à la fondation de l'abbaye de Chatillon par Albéron de Chiny.
Il épouse Adélaïde, (1115 - 1191), fille de Gauthier de Dun et d'Alsina, de qui il a :
- Sophie, (avant 1163 - 20 août 1207), dame d'Yvoi, elle épouse Anseau III de Garlande, (vers 1165 - 1200),
- Gobert V qui suit,
- Adelaïde, (vers 1145 - ?),
- Béatrice, (1147/60 - 1197), elle épouse Hugues de Mussy,
- Adèle.

Gobert V d'Apremont, (vers 1140 - Palestine le 24/26 novembre/décembre 1190), seigneur d'Apremont et de Dun. Il épouse Ide, (1145 - ?), fille d'Albert Ier de Chigny et d'Agnès de Bar, de qui il a :
- Louis, (? - 1189/90), il épouse Hadvise de Joigny, (1130 - ?),
- Thomas,
- N..., (1179 - ?), elle épouse Garin de Mousson,
- Laurette, (1182 - ?), elle épouse en premières noces Gauthier de Brixey, (vers 1175 - ?), puis en secondes noces Thierry II de Romont, (1183 - avant 1218),
- Geoffroi Ier qui suit.

Geoffroi Ier d'Apremont, (1162 - 20 juin/juillet 1222), seigneur d'Apremont et de Dun. Il épouse Élisabeth, (1150/60 - 1228), fille de Guillaume Ier de Dampierre et d'Ermengarde de Monchy, de qui il a :
- Gobert VI qui suit,
- Jean Ier, (? - 10 décembre 1238), chanoine des églises de Metz et de Verdun puis évêque de Verdun et de Metz,
- Élisabeth, (vers 1195 - ?), elle épouse Simon de Passavant, (1182 - 1232),
- Guy/Guillaume, (1204 - 1218/24)
- Dreux,
- Ermengarde, (1200 - ?), elle épouse Robert II von Esch, (1205 - 1262/67),
- Henri, (1210 - ?),
- Isabelle, (vers 1215 - ?).

Gobert VI d'Apremont, (vers 1187/91 - Abbaye de Villers-la-Ville 20 août 1263), dit "le Bienheureux", seigneur d'Apremont et de Dun. Il succède à son père vers 1208 et reçoit la même année l'inféodation de la terre de Conflans (Pont-Saint-Vincent ?), il participe à la croisade des Albigeois en 1208-1229, il accompagne l'empereur Frédéric II à la sixième croisade à cette occasion les moines de l'Villers en font le récit : « L'empereur Frédéric II, imbu du renom de Gobert d'Aspremont comme d'un capitaine adextre aux armes et très illustre par les belles prouesses qu'il avoit faites en France, feit tous ses efforts pour l'attirer à sa suytte, de sorte qu'après plusieurs dons qu'il luy promeit et beaucoup de propoz fardez pleins de tromperies, à la par fin il luy persuada de se croiser pour l'accompagner en Palestine, sur un jurement qu'il feit que la cause qui le poulsoit à ceste expédition estoit fondée en dévotion et piété. Sur telles promesses, le fidèle et valeureux prince fut déceu, et avec grande troupe de soldats se joignit audit empereur or, arrivé que fut l'empereur en Palestine, incontinent il feit desbarquer une partie de son armée, et laissant le reste dans les basteaux pour faire leur debvoir en mer, il feit paroistre par effects évidens à quelle fin il estoit là venu, quand avec grande multitude de ses troupes et basteaux il molestoit ettourmentoit nonpas les Infidèles, mais les Chrestiens et Templiers. Le valeureux Gobert en fut incontinent adverty par le maistre des Templiers et par le grand commandeur des chevaliers de Saint-Jean, de sorte que se deuillant très fort de la déloyauté et perfidie de l'empereur, ensemble de se veoir déceu de ses bonnes intentions, il se joignit avec toute son armée et autres soldats qu'il avoit attirez au camp de l'empereur, aux susdits Templiers, suyvant quoy il feit planter ses enseignes et banderolles sur les tranchées, afin de se déclarer ennemy du meschant empereur, faire parade de ses bonnes intentions et encourager les autres chrestiens. Par ce fait l'empereur apperceut incontinent la perte qu'il avoit encourue d un homme tant signalé, qui s'estoit retiré de luy pour suivre la meilleure partie ; cause pour quoy il changea de conseil et prit la fuyte, se retirant bientost d'où il estoit venu » ; de retour de Palestine, et après avoir rétabli l'ordre sur ses terres menacées par une révolte soutenue par le comte de Bar Henri II, il effectue un pèlerinage à Saint-Jacques-de-Compostelle puis se retire à l'abbaye de Villers-la-Ville où il mourra et sera inhumé dans le cloître.
Il épouse avant 1221 Julienne, (? - 1238/39), dame de Chaumont, fille de Roger de Rozoy et d'Alix d'Avesne, de qui il a :
- Geoffroi II, (après 1215 - Mansourah janvier 1250), seigneur d'Apremont et comte de Sarrebruck par son mariage avec Laure, (? - 13 novembre 1270/71), fille de Simon III de Sarrebruck et de Laurette de Lorraine, elle prend le titre de comtesse après le décès de son père Simon III en 1243, à sa mort Geoffroi II institue son frère Gobert héritier de toutes ses terres à l'exception de celles d'Apremont qu'il laisse à son épouse Laurette de Sarrebruck, Cette dernière, remariée avec un seigneur nommé Loup, cède à sa mort le comté de Sarrebruck à sa sœur Mahaut/Mathilde épouse d'Amédée III de Montfaucon,
- Gobert VII qui suit,
- Jean, chanoine de Verdun, prévôt de Montfaucon,
- Gui, (? - 1270/74), seigneur de Rubigny, il participe aux croisades de Louis IX en 1258 et 1270 où il meurt à Tunis,
- Jacqueline, (1232 - ?),
- Alix, (vers 1232 - ?), elle épouse en 1248 Wauthier III de Ligne, (1225 - avant 1290),
- Marguerite, (1235 - ?), abbesse de Juvigny-sur-Loison,
- Jeanne, (1237 - ?), elle épouse Hugues de Beauffremont,
- Étienne, doyen de Toul vers 1239,
- N..., elle épouse Simon de Lignange,
- N... mariée à Thierry comte de Richecourt, ils eurent Guillaume d'Apremont, comte de Richecourt, et Jean III de Richecourt dit "d'Apremont" évêque de Verdun de 1296 à 1302,
- Isabelle/Jeanne, elle épouse Simon de Sarrebruck, (? - 1325), dernier comte de ce domaine, sans postérité le comté de Sarrebruck revient à Laurette de Sarrebruck,
- Bertha, elle épouse Gobert van Biwel,
- Agnès, (après 1221 - ?), elle épouse Jean de Lens, (vers 1200 - ?).

Gobert VII d'Apremont, (vers 1217 - 1279), seigneur d'Apremont, de Dun et de Rouvres,il part avec ses frères à la croisade de Louis IX.
Il épouse en 1254 Agnès, (? - 1277), fille de Thomas II de Coucy, seigneur de Vervins fils de Raoul Ier de Coucy, et de Mahaut de Rethel, fille de Hugues II comte de Rethel, puis en secondes noces Marie de Belrain. Du premier mariage il a :
- Geoffroi III qui suit,
- Thomas, (vers 1259 - 1299), seigneur de Chaumont-en-Porcien, il participe au tournoi de Chauvency en 1285, il épouse Jeanne de Quiévrain,
- Mahaut, (vers 1270 - 1329), elle assiste au tournoi de Chauvency en 1285 avec Isabelle de Quiévrain, elle épouse en 1324 Jean Ier de Sarrebruck-Commercy,
- Agnès, elle épouse Henri de Forbach,
- Adèle, elle épouse Wauthier III de Lignange,
- Jeanne, (vers 1260 - après 1321), il participe au tournoi de Chauvency en 1285, elle épouse en 1282 Frédéric IV von Leiningen, (vers 1245 - 1316),
- Jean III, dit « de Richecourt », évêque de Verdun de 1297 à 1302.

Geoffroi III d'Apremont, (vers 1255 - Courtrai 11/12 juillet/août 1302), seigneur d'Apremont, de Conflans et de Dun, il succède à son père vers 1284, il participe au tournoi de Chauvency en 1285.
Il épouse en 1280 Isabelle, (1268 - Quiévrain le 2 février 1335), dame de Quiévrain et d'Amblise, fille de Nicolas de Quiévrain et de Julienne de Looz.
Dès cette époque la maison d'Apremont donnait naissance à de nombreuses branches :
- Celle des sires ou barons d'Apremont, de Dun et de Buzancy, princes d'Ambise, éteinte en 1550, titré par Charles IV roi de Bohème en 1354 en faveur de Geoffroi IV.
- Celle des seigneurs de Sorcy et de Rombise, baron de Nanteuil, formée en 1475 par Geoffroi d'Apremont, fils d'Edouard d'Apremont et de Béatrix de Haraucourt. En 1600 cette branche se divisait en deux rameaux :
  - Louise-Marguerite, comtesse d'Apremont, fille de Charles III comte d'Apremont, épousait le 17 juillet 1665 Charles IV de Lorraine puis en 1679 Henri-François comte de Mansfeld, prince de Fondi, de qui elle eut deux filles : Marie-Anne, princesse de Mansfeld (elle épouse le 28 septembre 1699 Guillaume-Florentin rhingrave de Salm) et Marie-Eléonore, princesse de Mansfeld (elle épouse le 14 février 1705 son cousin Charles-François prince de Mansfeld.
  - Le rameau des seigneurs de Coulomne et de Sorcy éteint en 1652.
- Celle des marquis de Vandy avec Guillaume d'Apremont fils de Geoffroi et de Michelle de Sezanne.
- Celle des seigneurs de Bretainville et de Saint-Laurent avec Bernard fils naturel de Jean d'Apremont. Bernard épousait vers 1350 Marguerite de Saint-Laurent.

## Armes

Armes de la Maison d'Aspremont